# Danila Kumar
Danila Kumar (partizansko ime Andreja), trgovska pomočnica, narodni heroj Jugoslavije, * 13. oktober 1921, Hum pri Kojskem, † 18. marec 1944, Lubnik nad Škofjo Loko.
Oče ji je bil mizar in politični delavec Andrej Kumar, mati ji je bila Emilija (roj. Lenardič). Njen brat je bil Adrijan Kumar.
Osnovno in meščansko šolo je končala v Ljubljani. Delala je v tovarni nogavic v Savljah pri Ljubljani, od 1937 dalje je bila trgovska pomočnica. Že 1936 je postala članica Zveze komunistične mladine Jugoslavije in bila do začetka vojne trikrat zaprta. Leta 1940 je postala članica Komunistične partije Slovenije. Po italijanski okupaciji Jugoslavije 1941 je bila kurirka med vodstvom Komunistične partije Slovenije in centralno tehniko. Junija 1942 so jo fašistične oblasti aretirale; po pobegu iz zapora je odšla v partizane in bila bolničarka, nato pa namestnica političnega komisarja čete in Tomšičevega bataljona. Jeseni 1943 je bila v nemški ofenzivi huje ranjena.  Po okrevanju je bila januarja 1944 poslana na politično delo na Gorenjsko. Tu je delovala kot članica pokrajinskega odbora Slovenske protifašistične ženske zveze. Na poti je na hribu Lubnik padla v nemško zasedo in bila ubita. Za narodnega heroja je bila razglašena 20. decembra 1951. Po njej je v Ljubljani imenovana osnovna šola, leta 1979 pa so na osnovni šoli v Kojskem odkrili spominsko ploščo.